# Jad pszczeli
Jad pszczeli (apitoksyna) – wydzielina gruczołu jadowego pszczół.
Jest to żółtawa lub niemal bezbarwna, opalizująca ciecz o gęstości około 1,13 g/cm³ i pH 4,5-5,5 (w zależności od gatunku), ma słaby charakterystyczny zapach przypominający zapach miodu, ma intensywny smak (gorzki, kwasowy i daje w ustach uczucie gorąca), zawiera od 55% do 70% wody. Jad pszczeli zawiera także feromony alarmowe, które uwalniane w chwili żądlenia przez jedną pszczołę, mobilizują inne do żądlenia.
Podczas żądlenia pszczoła wprowadza do ciała ofiary 50–140 μg jadu (według innych źródeł ok. 12 μg), a jego ilość w gruczole jadowym wynosi ok. 300 μg. Trzmiele podczas użądlenia wprowadzają 10–31 μg jadu (dla porównania, osy z rodzaju Vespula uwalniają 1,7–3,1 μg jadu). Od jednej pszczoły można uzyskać ok. 85 μg jadu. Skład i ilość produkowanego jadu pszczelego zależy od wieku pszczoły (maksymalnie w 10-15 dniu życia), linii z jakiej pochodzi, a nawet pory roku (w zależności od tego, czym karmią się pszczoły, proporcje składników w jadzie mogą się zmieniać).

## Skład jadu pszczelego
Związki jadu pszczelego zidentyfikowane w suchej masie po odparowaniu to:
- aminy:
  - histamina (0,1–1,5% s.m.)
  - dopamina
- peptydy i białka nieenzymatyczne:
  - melityna (50–75% s.m.)
  - apamina (1–2% s.m.)
  - minimina
  - peptydy niszczące komórki tuczne
- enzymy:
  - fosfolipazy (12%)
  - hialuronidaza (3%)

Jad pszczeli jest słabo rozpuszczalny w wodzie (do 0,1%) i rozcieńczonych kwasach, nierozpuszczalny w alkoholach. Sucha masa po odparowaniu rozpuszcza się ponownie w 90% (masowych), uzyskany roztwór jest niestabilny. Sucha masa nie rozpuszcza się w etanolu.
Jad pszczeli jest odporny na niską temperaturę oraz krótkotrwałe ogrzewanie do temperatury ~40 °C. Nie jest odporny na długotrwałe lekkie ogrzewanie, krótkotrwałe ogrzewanie w temperaturze zbliżonej do 100 °C i wyższej, promienie słoneczne i tlen. Czynniki te powodują stopniowy zanik właściwości toksycznych. Chlor, brom i inne związki o charakterze utleniającym niemal natychmiast likwidują toksyczność jadu pszczelego.
Jad pszczeli z uwagi na toksyczność swoich składowych może powodować reakcje uczuleniowe. Obecnie szacuje się, że około 4% światowej populacji jest uczulona na jad pszczeli na poziomie zagrażającym życiu. Część składników jadu pszczelego jest cytotoksyczna. Wśród tych związków wyróżnić można hemotoksyny, które w krwiobiegu człowieka powodują rozkład erytrocytów, co w konsekwencji może prowadzić do śmierci.
Mimo to jad pszczeli wykazuje również szereg potencjalnie pozytywnych właściwości.

## Zastosowanie jadu pszczelego

### Kosmetologia
Przemysł kosmetyczny jadem zainteresował się stosunkowo niedawno. Bezigłowy botoks – bo do tego znanego zabiegu jest porównywanie jadu pszczelego – bardzo szybko przyjął się w branży jako nowinka. Został też entuzjastycznie przyjęty przez gwiazdy Hollywood, zaś w Wielkiej Brytanii zagościł nawet w rezydencjach monarchów (zarówno Kate Middleton, jak i Gwyneth Paltrow przyznały, że korzystają z kosmetyków, których składnikiem jest apitoksyna).
Porównywany w swym działaniu do botoksu jad pszczeli w kosmetykach, ma bardzo szerokie możliwości oddziaływania na skórę. W kosmetyce przyjmuje się, że jad pszczeli, nie tylko odżywia, ale również powoduje regenerację skóry. Dzieje się tak dlatego, że organizm dostaje od skóry informację o użądleniu i stara się temu przeciwdziałać. Efektem jest zwiększenie mikrokrążenia w skórze oraz intensywniejsza produkcja kolagenu. Dzięki temu skóra staje się odżywiona, co przekłada się bezpośrednio na wyrównanie jej kolorytu i wygładzanie drobnych linii i zmarszczek. Dodatkowo składniki zawarte w jadzie mają własne unikatowe działanie. Dzięki silnym właściwościom antybakteryjnym niszczą komórki wielu bakterii. Między innymi Staphylococcus aureus (gronkowiec złocisty) czy Cutibacterium acnes (Gram-dodatnia pałeczka odpowiedzialna za zmiany trądzikowe). Pomaga to zniwelować różne problemy skórne – między innymi przebarwienia lub trądzik. Ponadto unikatowe białko, jakim jest sekapina inhibuje proces rozkładu elastyny w komórkach i tkankach.
W skład jadu pszczelego wchodzą też aminy, enzymy oraz peptydy o różnych, niezbadanych do końca, właściwościach. Wiadomo, że ma on działanie przeciwzapalne i przeciwbakteryjne, a według badania z 2019 r., wykazuje wpływ terapeutyczny przy trądziku, twardzinie, łuszczycy oraz atopowym zapaleniu skóry. To samo badanie mówi też o redukcji zmarszczek i zmniejszaniu skutków fotostarzenia po zastosowaniu jadu pszczelego. Nie znane są jednak dokładne mechanizmy, które są za to odpowiedzialne.

### Medycyna
Jad pszczeli bywa stosowany w postaci maści do wcierania i zastrzyków przy artretyzmie, chorobach reumatycznych i nerwobólach.

#### Działanie przeciwwirusowe
W 2013 r. amerykańscy naukowcy z Washington University School of Medicine w St. Louis opublikowali wyniki badań, z których wynika, że nanocząstki zawierające melitynę, toksynę z jadu pszczoły, niszczą otoczkę wirusa HIV, nie szkodząc komórkom organizmu. Preparat taki mógłby mieć zastosowane jako żel dopochwowy zapobiegający zarażeniu wirusem. Naukowcy spekulowali także, że mógłby on być skuteczny jako lek podawany w zastrzykach do zwalczania zakażeń HIV, zwłaszcza w przypadku szczepów opornych na tradycyjne leczenie. Nanocząstki z malityną mogłyby być też skuteczne w niszczeniu innych wirusów o podobnej otoczce, np. HBV i HCV.

#### Łuszczyca
Na początku lat 80. XX w. w ZSRR przeprowadzono badanie kliniczne, w którym kilkunastu pacjentów z łuszczycą poddano leczeniu jadem pszczelim. Pierwsze pozytywne efekty obserwowano po 2–3 dniach, natomiast po pół roku u 11% pacjentów doszło do całkowitego wyzdrowienia klinicznego, a u 83% do poprawy kondycji zdrowotnej. Badano też działanie jonosferyczne stosowania jadu pszczelego na łuszczycę. Efekt leczniczy udało się osiągnąć u 72 pacjentów z 102 chorych.